# Friedrichshafen FF.19
El Friedrichshafen FF.19 fue un hidroavión de reconocimiento marítimo desarmado construido para el Servicio Aéreo Naval (Marine-Fliegerabteilung) de la Marina Imperial alemana (Kaiserliche Marine), que fue producido por Flugzeugbau Friedrichshafen. Construido en pequeñas cantidades, el avión voló por primera vez en 1914 y estuvo en servicio durante los primeros meses de la Primera Guerra Mundial, principalmente realizando patrullas marítimas sobre el Mar del Norte, aunque atacaron barcos británicos que participaban en la incursión de Cuxhaven a finales de año.

## Antecedentes y descripción
El Servicio Aéreo Naval Alemán quedó impresionado por una demostración del hidroavión monomotor británico Avro 503 en 1913 y compró el prototipo. Luego ordenó un lote de cinco aviones, más un fuselaje para pruebas estáticas, de rendimiento y configuración similares en febrero de 1914. El primer fuselaje completado pasó el requisito de carga estática el 2 de mayo cuando su ala falló con una carga de 7,02 veces la fuerza de la gravedad (g)s.
El FF.19 era un biplano biplaza con motor 100 refrigerado por agua Mercedes D.I de seis cilindros en línea montado en la parte delantera del fuselaje. Los dos flotadores delanteros estaban unidos al fuselaje por cuatro pares de puntales en forma de V, mientras que el tercer flotador estaba conectado directamente a la estructura de cola. Las alas estaban conectadas con seis juegos de puntales entre planos que le daban al avión una configuración de tres bahías. Estaba desarmado, aunque algunas bombas pequeñas podían almacenarse en la cabina del observador.

## Historial operativo
El primer lote de aviones se entregó en mayo-junio de 1914 y el FF.19 se convirtió en el primer avión alemán en realizar pruebas exitosas con telegrafía inalámbrica. Cuando comenzó la Primera Guerra Mundial en agosto, los cinco hidroaviones Friedrichshafen y los tres hidroaviones AGO eran los únicos aviones aptos para el combate en el Servicio Aéreo Naval. Se ordenó un lote de 10 hidroaviones más poco después del comienzo de la guerra y se entregaron a partir de septiembre hasta noviembre. Las actividades del FF.19 durante la guerra no están bien documentadas, pero los neerlandeses internaron un avión después de que se viera obligado a realizar un aterrizaje de emergencia cerca de la isla de Schiermonnikoog el 14 de agosto.

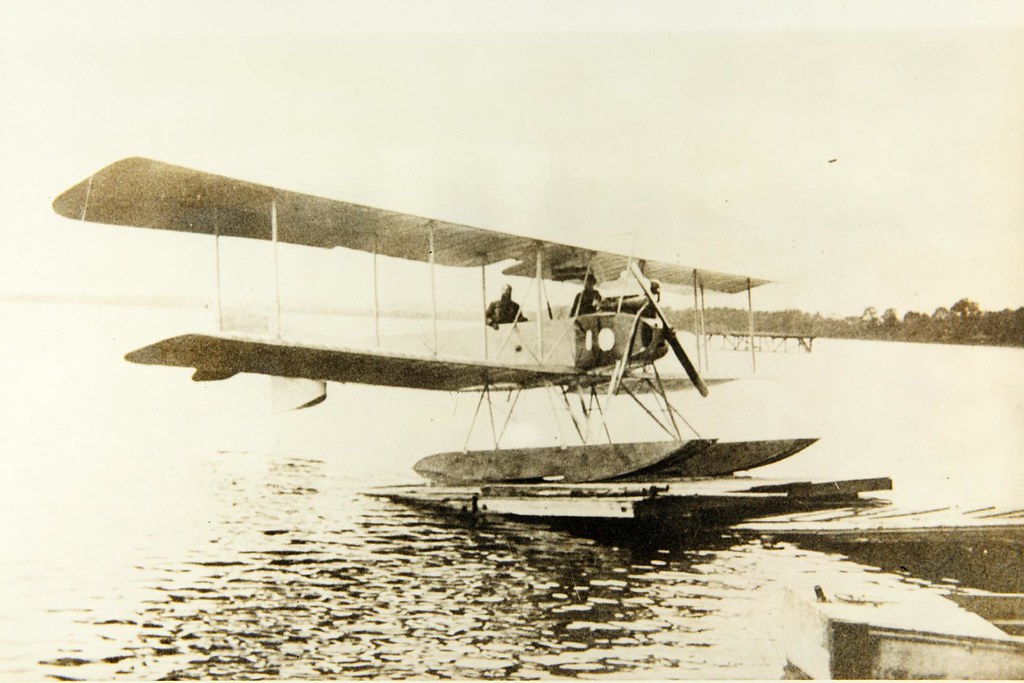
Una vista oblicua de un FF.19.

Varios meses después, los británicos hicieron su segundo intento de atacar los cobertizos de zepelines que la Marina Real creía que estaban en Cuxhaven el 24 de noviembre. A diferencia del intento del mes anterior, que había sido cancelado debido al mal tiempo, el ataque aéreo a la base de zepelines por parte de los aviones de los portahidroaviones de la Fuerza de Harwich tenía la intención de atraer a la Flota de Alta Mar para que se adentrara en el Mar del Norte, donde podrían ser destruido por la Gran Flota que espera. Los barcos británicos habían partido de sus bases el 23 de noviembre, pero la parte aérea de la operación se canceló en la noche del 23 al 24 de noviembre porque los cruceros de batalla alemanes estaban en la Bahía Alemana y los tres portaaviones regresaron a puerto. Los otros barcos continuaron con su misión con la Gran Flota cubriendo la Fuerza de Harwich mientras navegaba a una distancia visual de la isla de Heligoland. En respuesta, despegaron dos hidroaviones con base en la isla, aunque uno se vio obligado a regresar con problemas en el motor; el otro avión, un FF.19, atacó sin éxito al crucero ligero HMS Liverpool con cinco bombas antes de que los británicos regresaran a la base.
Los británicos regresaron para otro intento el mes siguiente con los portaaviones para estar en una posición al noreste de Helgoland para izar sus hidroaviones en la mañana del 25 de diciembre. Los alemanes habían sido alertados de la posibilidad de un ataque inminente en sus puertos del Mar del Norte y estaban lanzando zepelines para buscar a los atacantes esa mañana. Un FF.19 de patrulla vio a la fuerza de Harwich después de que comenzaron a moverse hacia el oeste y tuvo que regresar a Heligoland para entregar su informe ya que carecía de radio. La base alertó a L.6 a través de un reflector sobre la presencia de los barcos británicos. Mientras el zepelin intentaba cerrar el alcance de los británicos, el portaaviones Empress, el más lento de los portaaviones, se estaba quedando atrás. Fue atacado sin éxito por un FF.19 con seis bombas de 4,5 kilogramos (10,0 lb) desde una altitud de unos 2000 pies (600 m) y luego por un Friedrichshafen FF.29 con dos bombas de 10 kilogramos (22,0 lb) que aterrizaron más cerca, pero que no infligieron ningún daño antes de que la aeronave pudiera atacar.
Más tarde esa mañana, después de que el portaaviones Riviera recuperara el único avión que regresó a los portaaviones, la Fuerza de Harwich fue atacada nuevamente por varios FF.19 de Heligoland. Un avión lanzó cinco bombas sobre destructores y el otro atacó un crucero con dos bombas, ninguna de las cuales alcanzó sus objetivos. Durante esta operación, un FF.19 permaneció en el aire durante cinco horas y 52 minutos.

## Operadores
Imperio alemán
- Marina Imperial alemana

## Especificaciones
Características generales
- Longitud: 10.4 m (34 ft 1 in)
- Envergadura superior: 15.3 m (50 ft 2 in)
- Envergadura inferior: 13.8 m (45 ft 3 in)
- Área del ala: 48 m2 (520 sq ft)
- Peso vacío: 860 kg (1,896 lb)
- Peso bruto: 1,160 kg (2,557 lb)
- Planta motriz: 1 × motor Mercedes D.I de seis cilindros en línea refrigerado por agua, 75 kW (100 hp) Originalmente medido como 100 PS (74 kW)
- Hélices: 2 hojas

Rendimiento
- Velocidad máxima: 95 km/h (59 mph, 51 kn)
- Velocidad máxima: 85 km/h (53 mph, 46 kn)
- Tiempo hasta la altitud: 500 m (1,600 ft) en 8 minutos